# PREX-2

## PREX-2
El factor de intercambio de Rac 2 dependente de fosfatidilinositol-3,4,5-trifosfato (en inglés: phosphatidylinositol-3,4,5-trisphosphate-dependent Rac exchange factor 2) es una proteína que en humanos es codificada por el gen PREX2 y que es un regulador positivo de la actividad de la Rac (GTPasa).[1]

## Relevancia Clínica
Han sido frecuentemente observadas mutaciones en este gen en el melanoma.[2]